# Carl R. Eklund
Carl Robert Eklund, född 27 januari 1909, död 3 november 1962, var en amerikansk ornitolog och specialist i geografisk forskning på Nord- och Sydpolen. Han var den första forskningsledaren på Wilkesstationen, Antarktis.

## Biografi
Eklund föddes i Tomahawk, Wisconsin 1909. Hans far var utvandrad från Sverige. Eklund är bror till journalisten Laurence C. Eklund. Han studerade på University of Wisconsin och Oregon State College. 1959 blev han filosofie doktor i zoologi och geografi på University of Maryland.
Mellan 1939 och 1941 var han ornitolog på USA:s östra Antarktisbas. Det var den första moderna statsfinansierade expeditionen till Antarktis och den tredje av Richard Byrds kommandon. Han har även tillsammans med Finn Rönne genomfört en av de längsta hundslädesexpeditionerna på Antarktis. Öarna vid vändpunkten under turen har namngivits Eklundöarna efter honom.